# اندیس چاه چهار نفری
چاه چهار نفری یک اندیس فلزی است که در حوالی شهر چهار فرسخ استان خراسان قرار دارد و مادهٔ معدنی موجود در آن، مس است.  